# Johann Niekamp
Johann Niekamp (* 24. Juni 1654 in Fürstenau bei Osnabrück; † 2. Juni oder 16. Juni 1716 in Hildesheim) war ein deutscher lutherischer Geistlicher und fürstlich braunschweigisch-lüneburgischer Oberhofprediger der Herzöge Rudolf August und Anton Ulrich.

## Leben
Johann Niekamp wurde als Sohn des Kaufmanns Lucas Niekamp und dessen Ehefrau Maria, geb. von Bockern, in Fürstenau geboren. Er besuchte die Lateinschule in Osnabrück und studierte anschließend von 1673 bis 1676 Rechtswissenschaft an der Universität Königsberg. Nachfolgend war er in Kurland bei einer adeligen Familie als Hauslehrer tätig, wo er einen Prediger kennenlernte, bei dem er ein privates Theologiestudium erhielt. Niekamp kehrte in seine Heimat zurück und wurde 1679 Schlossprediger in Iburg. Im Jahr 1684 nahm er eine Pfarrstelle in Melle an, 1692 wurde er Konsistorialrat in Osnabrück. Im Jahr darauf erhielt er einen Ruf der Herzöge Rudolf August (†  1704) und Anton Ulrich, als Oberhofprediger, Konsistorialrat und Generalsuperintendent in das Fürstentum Braunschweig-Wolfenbüttel an den Hof in Wolfenbüttel zu wechseln. Dort hielt Niekamp am 26. Dezember 1693 seine Antrittspredigt in der Schlosskirche.
Der seit dem Tod seines älteren Bruders 1704 allein regierende Anton Ulrich suchte Kompensation für seine Verluste an das jüngere Haus Braunschweig, das Kurfürstentum Braunschweig-Lüneburg, durch eine enge Verbindung mit Österreich; Mittel zum Zweck war die Vermählung seiner Enkelin Elisabeth Christine mit dem Bruder Kaiser Josephs I., Erzherzog Karl von Österreich, dem späteren Kaiser Karl VI. Die im evangelischen Glauben verwurzelte Enkelin wehrte sich längere Zeit gegen den dafür erforderlichen Übertritt zum katholischen Glauben, unterstützt von den beiden Oberhofpredigern Johann Niekamp und Albrecht Fiedler Knopf, die vehement Stellung gegen die geplante Konversion nahmen. Die beiden Hofgeistlichen wurden daraufhin ihres Amtes enthoben. Nach seiner Entlassung im Dezember 1705 wurde Niekamp bereits 1706 Superintendent und Ephorus der Lateinschule in Hildesheim, wo er bis zu seinem Tod tätig war.
Niekamp war seit 1682 mit der aus Fürstenau stammenden Anna Ilsabe, geb. Schmidt, verheiratet. Das Paar hatte 13 Kinder. Die älteste Tochter Katharina (1684–1748) heiratete den lutherischen Geistlichen August Stisser. Johann Niekamp starb im Juni 1716 im Alter von 61 Jahren in Hildesheim. Er ist Verfasser mehrerer Leichenpredigten, die in Druck gegangen sind.

## Schriften (Auswahl)
- Der Ruhm eines tüchtigen Regenten, aus Gottes Wort . und des weyland . Herrn Rudolph-Augusti, Regirenden Hertzogen zu Braunschweig und Lüneburg – nachdem S. Durchl. glorwürdigsten Andenckens den 26. Jan. dieses 1704ten Jahres . auf dem . Hause Hedwigsburg . entschlaffen. 1704.
- Der zum Leyden und Sterben bereitwilliger Evangelischer Prediger/Als Der weyland . Herr M. Johannes Ulricus Dörrien/. Pastor zu S. Michaëlis der alten Stadt Hildesheim/ Jm Jahr 1706. den 4. Martii zur Erden bestattet und in itzt gemeldter Kirchen . beygesetzet wurde – Auß der Apostel-Geschicht Cap. XX. vers. 24. selbiger Christlichen Versam[m]lunge vorgestellet. 1706.